# Jugendtourist
Jugendtourist war ein Reisebüro der DDR-Jugendorganisation FDJ, das 1975 gegründet wurde.

## Vorgeschichte

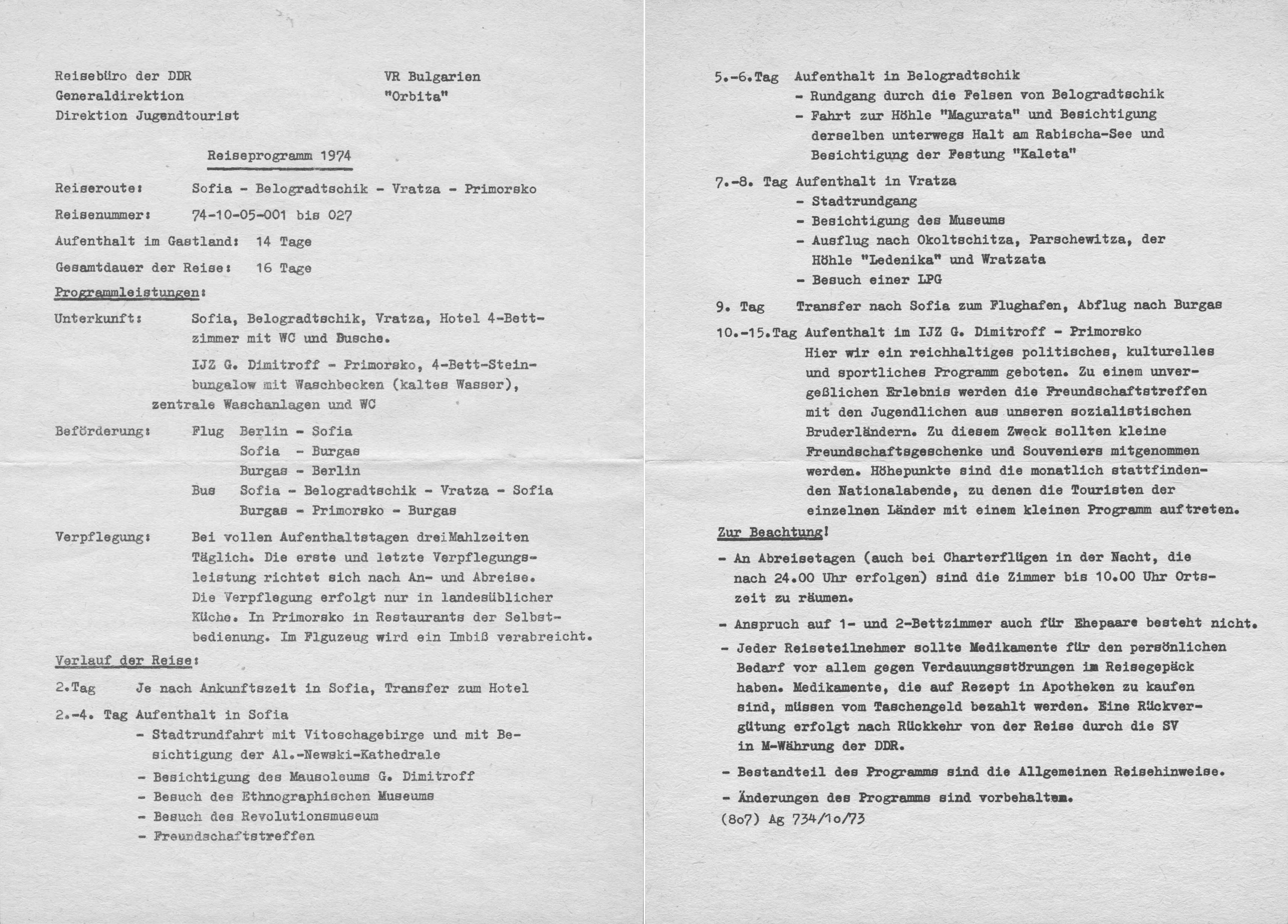
Reiseprogramm der Jugendtouristreise Sofia-Belogradtschik-Vratza-Primorsko im Jahr 1974

Seit 1960 hatte der Direktionsbereich Jugendtourist des Reisebüros der DDR Reisen ins sozialistische Ausland angeboten. Diese wurden an bestimmten vorher bekannt gegebenen Tagen von Angestellten der Abteilung Jugendtourist in den Reisebüros angeboten und verkauft. 
Auf dem vom Reisebüro herausgegebenen Anmeldeschein gab es eine Zeile „Personenbezogene Daten“ mit „Zugehörigkeit zu Partei- und Massenorganisationen“, die der Teilnehmer auszufüllen hatte. Damit wusste der Reiseleiter bereits vor der Reise, wer SED-Mitglied war, und konnte eine Parteigruppe bilden. Tatsächlich, die Parteigruppen bei Urlaubsreisen gab es sowohl bei Reisen des Reisebüros als auch bei Jugendtourist.
In einigen Urlaubsorten in Bulgarien, z. B. in Kawarna (1972), gab es eine Person, die die Urlauber aus der DDR zu überwachen hatte. Sie wurde Repräsentant genannt. Diese Überwachung hatte den Zweck, die Flucht von DDR-Bürgern in die Türkei zu verhindern. (Von der Türkei konnte man in die Bundesrepublik Deutschland weiterreisen.)

## Geschichte
1975 wurde der VEB Jugendtourist gegründet. Die Reisebüros waren staatliche Dienstleistungsbetriebe und diese wurden auch als Volkseigene Betriebe (VEB) bezeichnet. Der VEB-Zusatz bei Jugendtourist stand nicht im Betriebsnamen und war deshalb auch nicht geläufig.
Mit der neuen Unternehmensgründung brachte Jugendtourist eine Broschüre mit 50 Seiten heraus, in der die Reiserouten und Aufenthaltsdauer der sechs auf der Titelseite zu sehenden Länder angegeben sind. Zu den Nachbarländern ČSSR und Polen betrug die Reisedauer 3 bis 10 Tage, die anderen vier Länder wurden mit dem Flugzeug erreicht und da betrug die Reisedauer meist 14 Tage. Weiterhin enthält die Broschüre Angaben zu den 6 Ländern und Informationen über die Reiseziele: Jugendtourist bot für das Land Ungarn 11 Routen an, von denen 6 Reisen kombinierte Reisen (Gebirge oder Balaton und Budapest) waren. Sogar eine Radwandererreise über 14 Tage war erhältlich.
Für das Land Rumänien waren 10 verschiedene Routen erhältlich, wozu auch eine Rundreise gehörte.
Die begehrtesten Reiseziele lagen in Bulgarien, wo 20 Reiserouten angeboten wurden. Hier waren die kombinierten Reisen (Gebirge und Schwarzes Meer) sehr beliebt.
Für die Sowjetunion bot Jugendtourist mit 41 Reisen die größte Anzahl an Routen an. Darunter waren Reisen nach Moskau, Leningrad, Kiew, Zentralasien (Mittelasien) und Sibirien. Auch Flusskreuzfahrten auf der Wolga und dem Dnepr konnte man buchen.
Bei den Jugendtouristreisen erhielten die Dienstleister im Gastgeberland keine Trinkgelder. Weder Bedienpersonal in den Gaststätten, noch der Zimmerservice und auch nicht die Reiseleiter bei den Ausflügen. Bei den Reisen in die Sowjetunion wurden an den Abenden oft Freundschaftstreffen veranstaltet, bei denen es kostenlos recht viele alkoholische Getränke gab.
Die Broschüre enthält auch den Hinweis, wie ein Interessent die Reise erhalten kann. Zuständig ist die FDJ-Leitung des Betriebes oder der Schule, wo man arbeitet oder lernt. Für die Vergabe von Restplätzen bzw. vor 1980 konnte man den Antrag auch direkt an die zuständige Kreiskommission für Jugendauslandstouristik stellen.

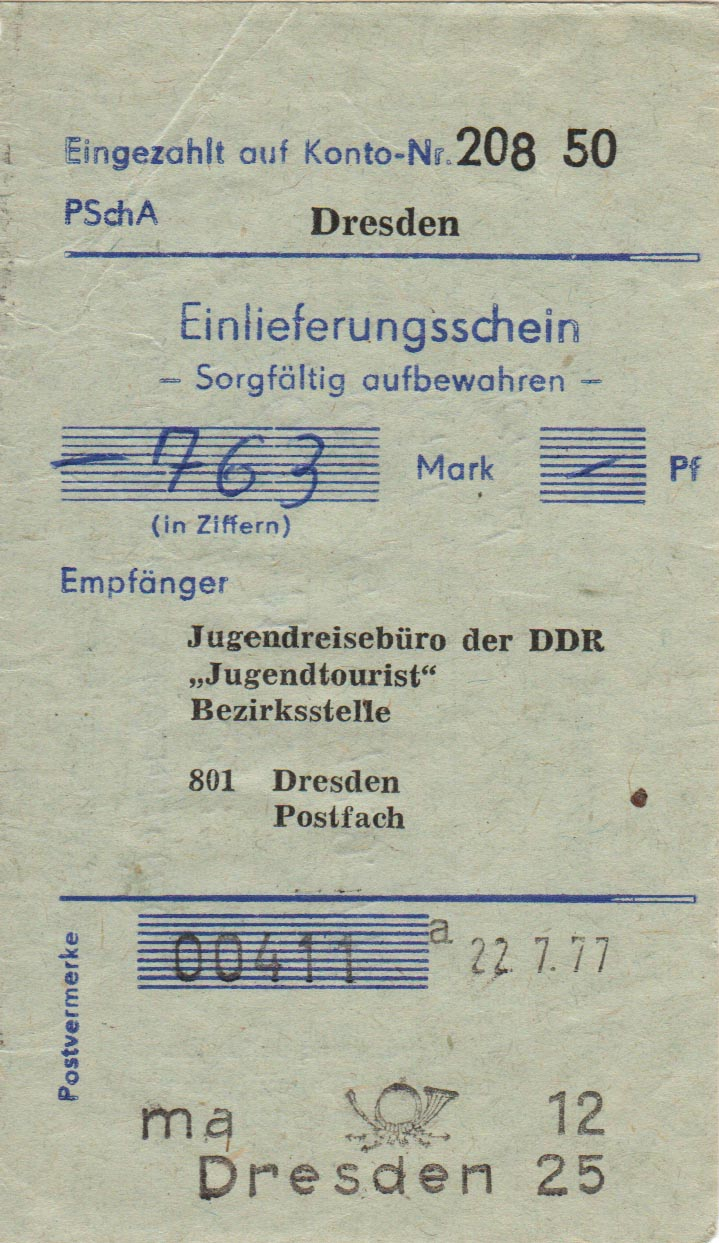
Bezahlquittung einer Jugendtouristreise von 1977

Somit übernahm ab 1975 die Freie Deutsche Jugend (FDJ) den Vertrieb in eigener Regie. Am Anfang des Jahres konnte man sich bei dem dafür zuständigen FDJ-Funktionär für ein Reiseziel vormerken lassen, und dieser brachte die Wünsche und Angebote von Jugendtouristreisen einigermaßen in Einklang.
Die Anzahl Mädchen und Jungen waren in den Reisegruppen annähernd gleich groß.
Die Preise von Jugendtouristreisen für 14 Tage lagen zum großen Teil zwischen 700 und 800 Mark. Bei sehr weiten Reisen und bei gehobenen Hotelunterkünften betrugen diese auch über 1000 M. Eine Sibirienreise mit den Städten Moskau, Nowosibirsk, Irkutsk und Bratsk kostete 1085 M.
In dem auf der Abbildung stehenden Preis von 763 M waren die Flugreise von Berlin bis Burgas in Bulgarien, die Unterkunft in Kamtschija in einem 2-Personen-Bungalow, eine Vollverpflegung (Vollpension), ein Tagesausflug zum Sonnenstrand und nach Nessebar sowie Taschengeld in bulgarischer Währung enthalten.
In den 1980er Jahren gab es mit Jugendtourist weiterhin Gruppen-Reisen nach Polen, obwohl die Grenze zu Polen für Privat-Reisende seit Sommer 1980 geschlossen war.
Ab den 1980er Jahren bot Jugendtourist auch Reisen in Nichtsozialistisches Wirtschaftsgebiet (NSW) an. Die Reiseziele lagen zum Beispiel in der Bundesrepublik Deutschland, in Österreich, Finnland, Frankreich, Malta und Algerien. Auch Reisen in die sozialistischen Länder Kuba, Vietnam und Nordkorea galten als NSW-Reisen, wegen der besonderen Visa-Bedingungen. Die Anzahl an solchen NSW-Reisen war aber recht beschränkt. Sie wurden nicht vorher bekanntgegeben. Stattdessen bewarb man sich für das nächste Jahr für ein Land im NSW (mit Angabe eines Ersatz-Landes). Diese Reisen wurden durch die FDJ-Bezirksleitungen vergeben. Alle Reiseteilnehmer wurden von der Staatssicherheit überprüft und überwacht. Jeder durfte nur eine solche Reise machen. Man musste so eine Reise meist alleine machen: ohne Freund, Freundin bzw. Ehepartner.
Der Bericht eines IM der Staatssicherheit von einer Jugendtourist-Reise 1988 in die Bundesrepublik, wo ein Reise-Teilnehmer flüchtete, ist in der Stasi-Mediathek zu sehen.
Als in den 1980er-Jahren die Zahl der Klassenreisen westdeutscher Schulklassen in die DDR zunahm, organisierte Jugendtourist hierfür Treffen mit DDR-Jugendlichen. Die Reisen wurden durch Inoffizielle Mitarbeiter der Staatssicherheit überwacht.
Ab 1989 bot man einen neuen direkten Telefondienst an.

## Nachwendezeit
1990 Umbenennung von VEB Jugendtourist in Reisedienst und Touristenservice GmbH. Nun wurden preiswerte Gruppen-Reisen in die ganze Welt verkauft, z. B. Busreisen nach Italien, Dänemark, Großbritannien und Bahnreisen nach Österreich. Dazu kamen Reisen aus dem alten Angebot, z. B. nach Vietnam.
1991 Übernahme des ostdeutschen Reiseveranstalters Reisedienst und Touristenservice GmbH mit seinen 35 Vertriebsstellen durch die ITS Länderreisedienste GmbH (damals die Touristiksparte der Kaufhof AG) für rund 1,3 Millionen DM.
1995 Übernahme von ITS Reisen durch Atlasreisen. Atlasreisen ist eine Tochtergesellschaft der Unternehmensgruppe DER Deutsches Reisebüro, die zu den führenden deutschen Touristikunternehmen zählt und weitere Töchter mit den DER Reisebüros, und den Derpart Franchise-Filialen sowie mit der RSG Reisebüro Service unterhält. Das DER Deutsches Reisebüro gehört wiederum dem Handelsgiganten Rewe, der sich in den zurückliegenden Jahren mit dem Tourismusgeschäft ein zweites Standbein aufgebaut hat.

## Fotogalerie
In die Fotogalerie sollen vorwiegend solche Fotografien eingestellt werden, die Bildinhalte haben, die es so nicht mehr gibt. Damit sind Gebäude, Transportmittel, Bekleidung der Reisenden usw. gemeint. So soll der damalige Entwicklungsstand des Tourismus dokumentiert werden.

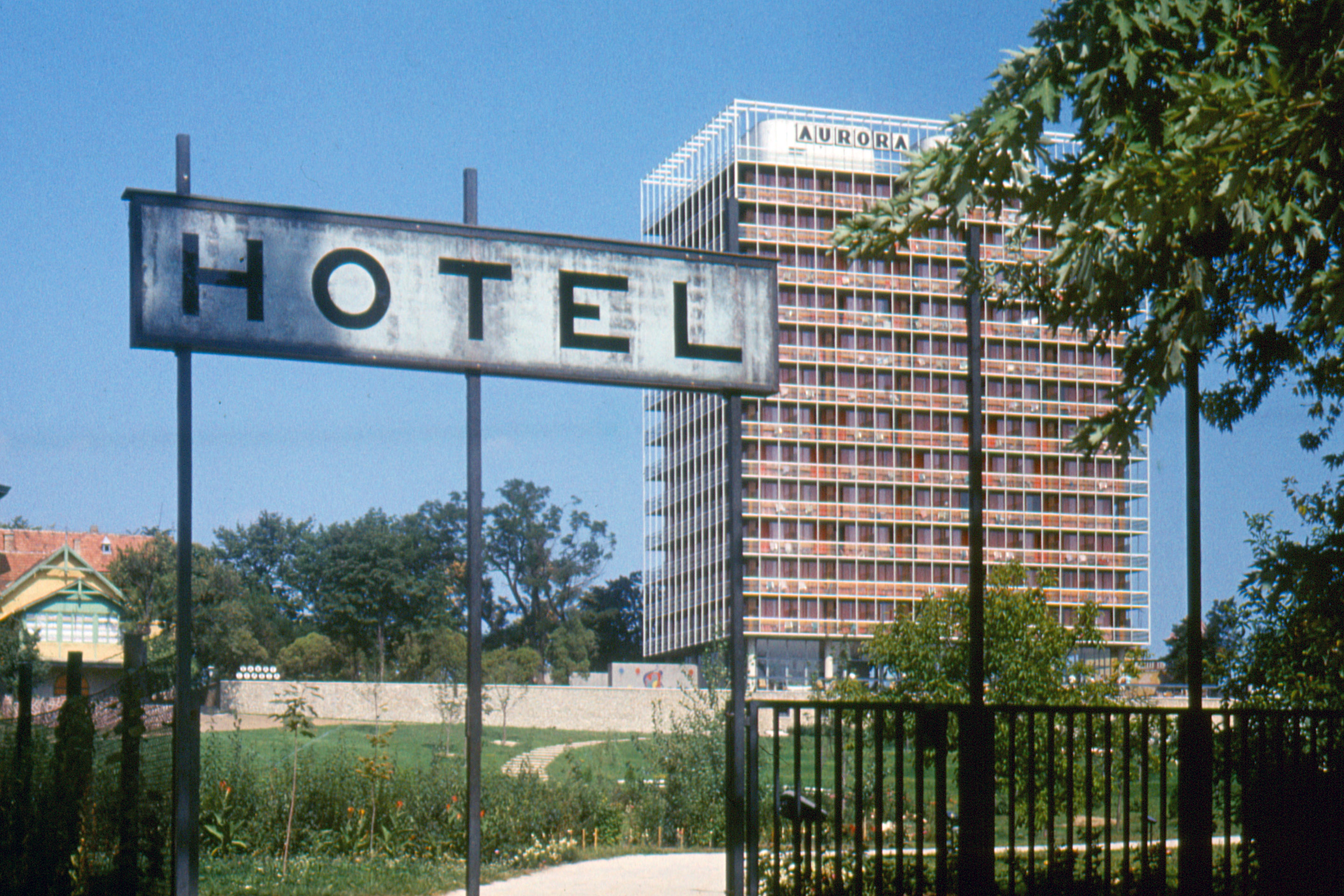
Im Hotel Aurora in Balatonalmádi verfügte Jugendtourist bereits über ein Kontingent an Zimmern (Sommer 1971).
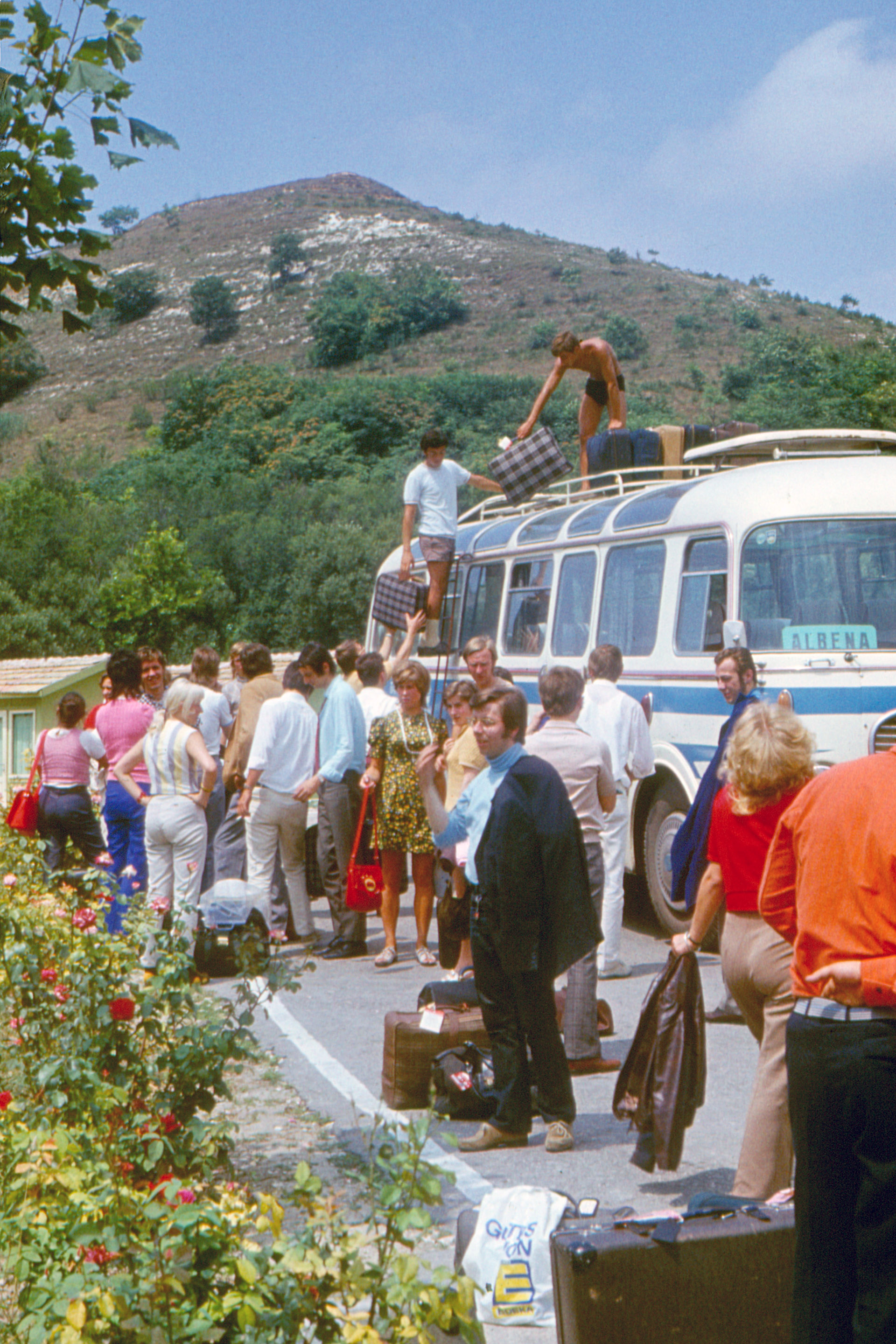
Am Badeort Kawarna (Bulgarien) werden die Koffer einer Jugendtouristgruppe abgeladen (Sommer 1972)
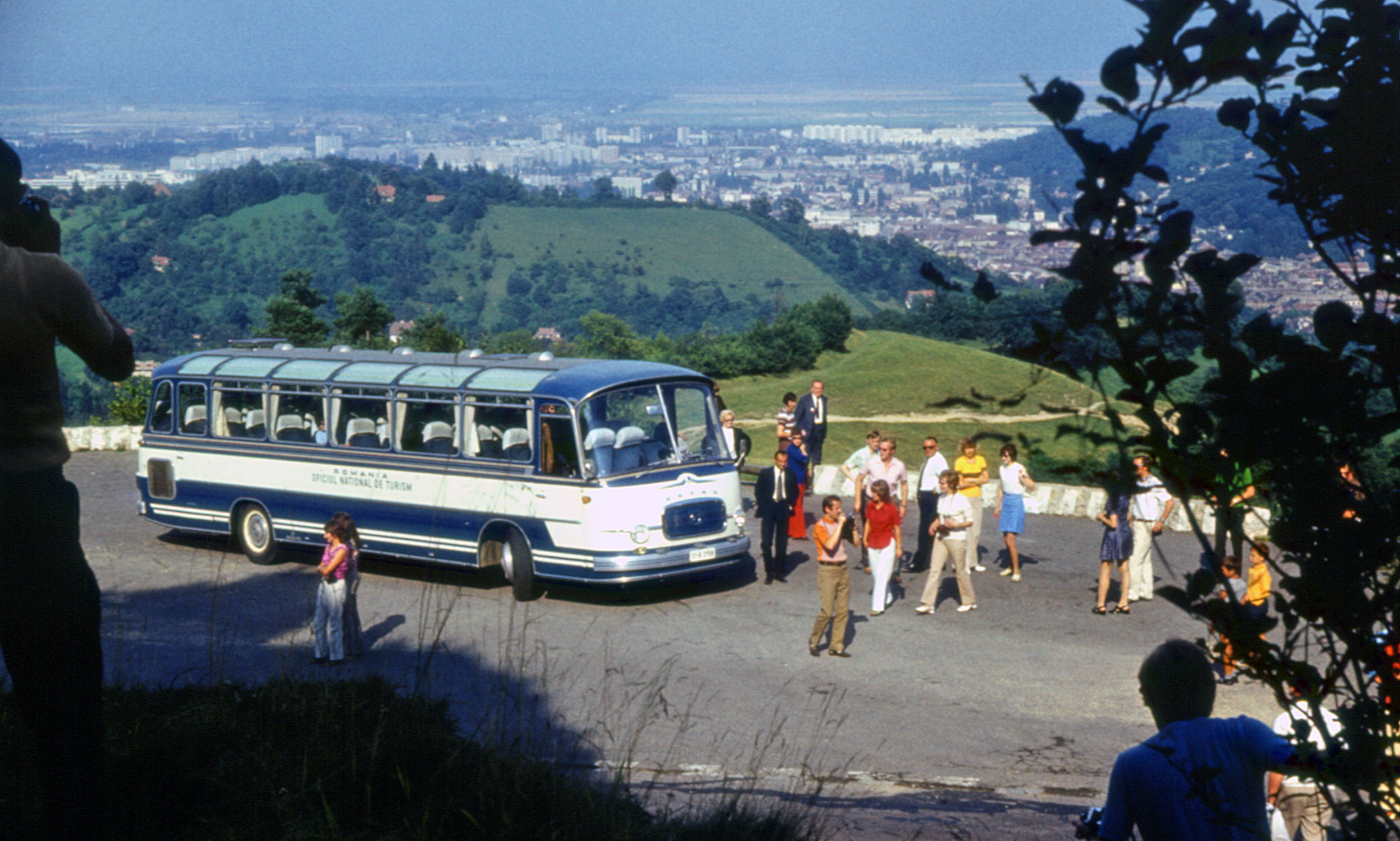
Halt des Reisebusses bei einer Rumänienrundfahrt auf der Straße nach Poiana Brasov
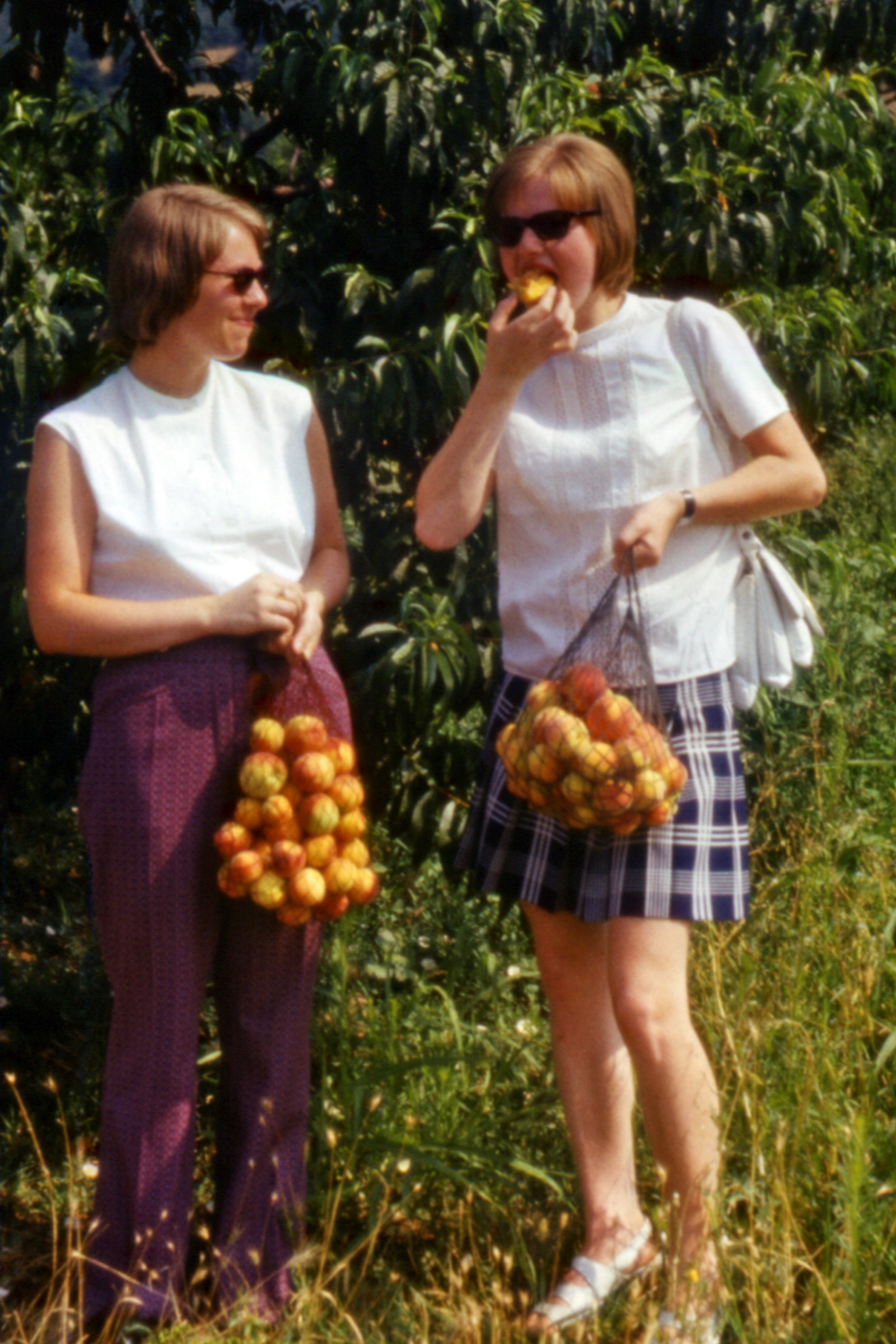
Bei einem Besuch in der Nähe von Wraza (1974) konnten sich Jugendliche einer Reisegruppe viele Pfirsiche pflücken und in Einkaufsnetzen mitnehmen.
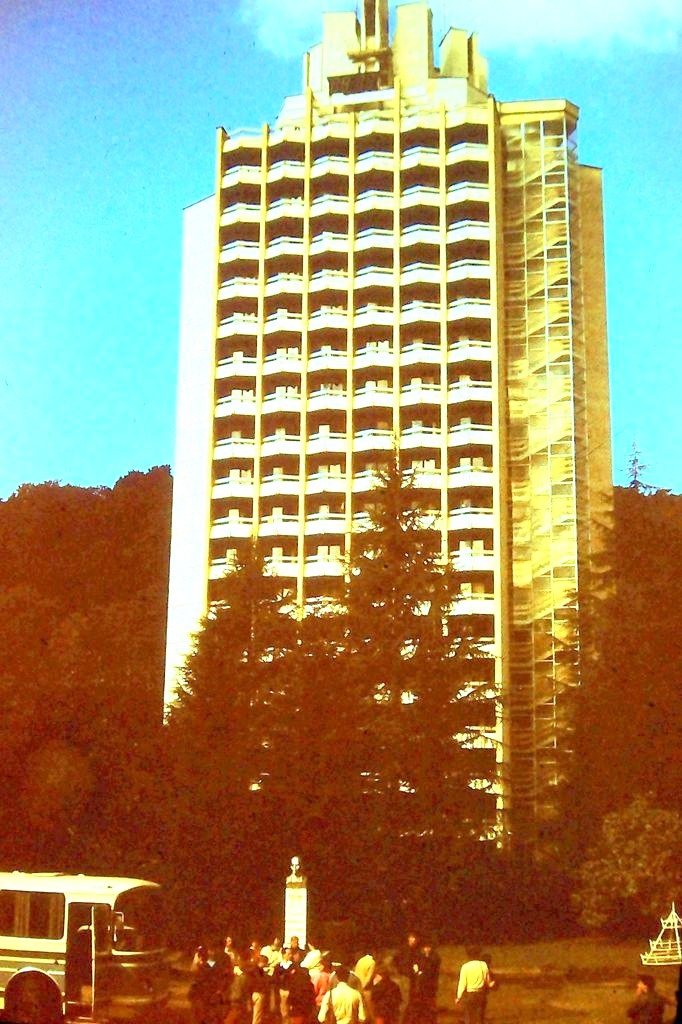
Hotel im Internationalen Jugendzentrum „Sputnik“ in Sotschi/UdSSR, am Schwarzen Meer (1986)